# Емират Дирија
Емират Дирија (арап. إمارة الدرعية) или Прва саудијска држава (арап. الدولة السعودية الأولى) је основана 1744. године, када су принц Мухамед ибн Сауд и имам Мухамед ибн Абдул Вахаб основали савез да успоставе верски и политички суверенитет одлучни да „очисте“ Арабијско полуострво од јеретичких учења и одступања од изворног ислама.

## Историја
Емират је основан 1744. године, када су Емир имам Мухамед ибн Сауд и имам Мухамед ибн Абдул Вахаб у граду Дирији склопили верско-политички споразум са циљем хомогенизације трибализоване Арабије и ширења арабијског салафизма (вахабизма). Првобитно су овладали регионом Наџд у централној Арабији, а кроз наредне деценије заузели су велике територије од Леванта до Персијског залива. Ширење према западу, односно према Меки и Медини, на прелазу из 18. у 19. век, довело је до рата са Османским царством (1811-1818), познатом и као Вахаби рат. У овом рату сломљена је прва саудијска држава, а њене западне територије прикључене су Египатском ејалету, будући да је отпор вахабита сломио Мухамед Али Египатски и његов син Ибрахим-паша. Последњи владар Дирије, Абдулах ибн Сауд, заробљен је и погубљен у Истанбулу. Упркос томе, династија Сауд се од 1818. године поново намеће као главна сила у централној и источној Арабији што доводи до оснивања Емирата Наџда, друге саудијске државе.

## Освајање Арабијског полуострва
Под командом Мухамедa ибн Саудa, преузели су контролу над регијом Дарије. После његове смрти 1765. године, његов син Абдулазиз ибн Мухамед је преузео власт и он је прво покорио Нaџд, а затим проширијо његов утицај на источну обалу од Кувајта до граница Омана. Извршени су напади на границе Ирака и Сирије, што је резултирало пљачкањем светог шиитског града Карбале 1802.
Абделазиза је наследио син Сауд ибн Абдулазиз 1803. године. Саудијци су тада освојили висоравни Асира и област Хиџаза и два света града Медину и Меку. Заговарајући строги монотеизам, уништили су разне идоле и гробове светаца. Османско царство, које је до тада вршило суверенитет над Светим градовима од 1517, тиме је изгубило свој престиж.

## Османски одговор
Задатак уништења вехабија султан је поверио Мухамед Али Египатском. Он је послао војску да пређу Црвено море и освоје Хиџаз 1811. године. Његов син, Ибрахим-паша од Египта, који је командовао османским снагама у срцу Наџда, освајао је регион град по град. Коначно је стигао до саудијске престонице Дарије и ставио је под опсаду неколико месеци док није попустила у септембру 1818. године. Ибрахим-паша је протерао већину породица Ел Сауд и Ел Вахаб у Египат и Цариград, и наредио систематско уништавање Дарије, чије су рушевине од тада остале практично непромењене. Последњи саудијски имам вехабија, Абдулах бин Сауд, након што је понижен и везан у ланце, погубљен је у главном граду Османлија, а његова глава бачена у воде Босфора.
Тако се завршило оно што је касније познато као прва саудијска држава, али вехабијски покрет и Династија Сауд су преживјели и основали другу саудијску државу која је трајала од 1824. до 1891. године, а затим и прелазну трећу, као и садашњу краљевину Саудијску Арабију.

## Владари
- Мухамед ибн Сауд 1727–1744 (емир од Дарије), 1744–1765 (имам саудијске државе)
- Абдулазиз ибн Мухамед (1765-1803)
- Сауд ибн Абдулазиз (1803-1814)
- Абдулах бин Сауд (1814-1818)

## Територијалне поделе
- Краљевина Саудијска Арабија:
  - Емират Дирија Прва саудијска држава (1744–1818)
  - Друга саудијска држава (1819–1891)
  - Трећа саудијска држава (1902–1913)
  - Емират Наџд и Хаса (1913–1921)
  - Султанат Наџд (1921−1926)
  - Краљевина Хиџаз и Наџд (1926−1932)
  - Саудијска Арабија (1932 садашња краљевина)

Током ере отоманске владавине, територија модерне Саудијске Арабије била је подељена између следећих ентитета:
- Османске провинције и емирати :
  - Шерифат из Меке (968–1925; османска контрола 1517–1803; 1841–1919)
  - Египатски пашалук (1517–1701; 1813–40)
  - Џада вилајет (1701–1813; 1840–1872)
  - Хиџаз вилајет (1872–1918)
  - Хаса вилајет (1560–1630)
  - Наџд санџак (1871–1918)
  - Јемен пашалук (1517–1636; 1849–1872)
  - Јемен вилајет (1872–1918)
- Друге државе и ентитети:
  - Емират Џебел Шамар (1830–1921)
  - Идрисидски емират Асир (1906–1934)